# Cold (banda)
Cold é uma banda de rock dos Estados Unidos formada na cidade de Jacksonville, Flórida em 1986. Com o lançamento do seu primeiro álbum de estúdio, Cold, em 1998, a banda se tornou conhecida. Em 17 de novembro de 2006, Ward anunciou no MySpace que, após um período de incertezas desde fevereiro, o grupo tinha decidido encerrar a banda. Em 2009 a banda voltou a estrada depois de Terry Balsamo ter se recuperado do derrame sofrido, e lançou um álbum com músicas raras.

## Integrantes

### Final
- Scooter Ward – vocal, guitarra, piano
- Matt Loughran – guitarra solo
- Zachary Gilbert– guitarra ritmíca
- Jeremy Marshall – baixo
- Sam McCandless – bateria

### Anteriores
- Sean Lay – (Em Grundig e no álbum auto-intitulado Cold)
- Pat Lally - (baixo) – (1995-1996)
- Terry Balsamo - (guitarra rítmica) – (1999-2003)
- Kelly Hayes - (guitarra solo) – (1996-2004)
- Eddie Rendini - (guitarra) – (fev 2004- nov 2004)
- Mike Booth - (guitarra rítmica) - (2005)

## Discografia

### Álbuns de estúdio
- 1998 - Cold
- 2000 - 13 Ways to Bleed on Stage
- 2003 - Year of the Spider
- 2005 - A Different Kind of Pain
- 2011 - Superfiction

### Singles
| Ano  | Título                     | Posições nos gráficos | Posições nos gráficos | Posições nos gráficos | Álbum                                            |
| Ano  | Título                     | U.S.                  | U.S. Main.            | U.S. Mod.             | Álbum                                            |
| ---- | -------------------------- | --------------------- | --------------------- | --------------------- | ------------------------------------------------ |
| 1998 | "Go Away"                  | —                     | —                     | —                     | Cold                                             |
| 1998 | "Give"                     | —                     | —                     | —                     | Cold                                             |
| 2000 | "Just Got Wicked"          | —                     | 25                    | —                     | 13 Ways to Bleed on Stage                        |
| 2001 | "No One"                   | —                     | 17                    | 13                    | 13 Ways to Bleed on Stage                        |
| 2001 | "End of the World"         | —                     | 24                    | —                     | 13 Ways to Bleed on Stage                        |
| 2001 | "Bleed"                    | —                     | —                     | —                     | 13 Ways to Bleed on Stage                        |
| 2002 | "Gone Away"                | —                     | —                     | —                     | WWE Tough Enough 2 soundtrack Year of the Spider |
| 2003 | "Stupid Girl"              | 87                    | 4                     | 6                     | Year of the Spider                               |
| 2003 | "Suffocate"                | —                     | 17                    | 21                    | Year of the Spider                               |
| 2005 | "Happens All the Time"     | —                     | 21                    | 29                    | A Different Kind of Pain                         |
| 2006 | "A Different Kind of Pain" | —                     | 35                    | 38                    | A Different Kind of Pain                         |

### Videoclipes
1. "Go Away" (1998)
2. "Give" (1998)
3. "Just Got Wicked" (2000)
4. "No One" (2001)
5. "End of the World" (2001)
6. "Bleed" (2001)
7. "Gone Away" (2002)
8. "Stupid Girl" (2003)
9. "With My Mind" (2004)
10. "Happens All the Time" (2005)
11. "Wicked World" (2011)